# ریاست شورای امنیت سازمان ملل متحد
ریاست شورای امنیت سازمان ملل متحد (انگلیسی: Presidency of the United Nations Security Council) مسئولیت هدایت شورای امنیت سازمان ملل متحد را بر عهده دارد. ریاست آن ماهانه در بین ۱۵ کشور عضو شورا می‌چرخد. بنابر این رئیس هیئت نمایندگی هر کشور به عنوان رئیس شورای امنیت سازمان ملل شناخته می‌شود. ریاست این شورا از زمان تأسیس آن در ۱۹۴۶ هر ماه تغییر می‌کند و رئیس شورای امنیت در جهت هماهنگی اقدامات شورا و تصمیم‌گیری در مورد اختلافات سیاسی و گاهی به عنوان عنصر دیپلمات یا واسط بین گروه‌های متخاصم فعالیت می‌کند.

## وظایف

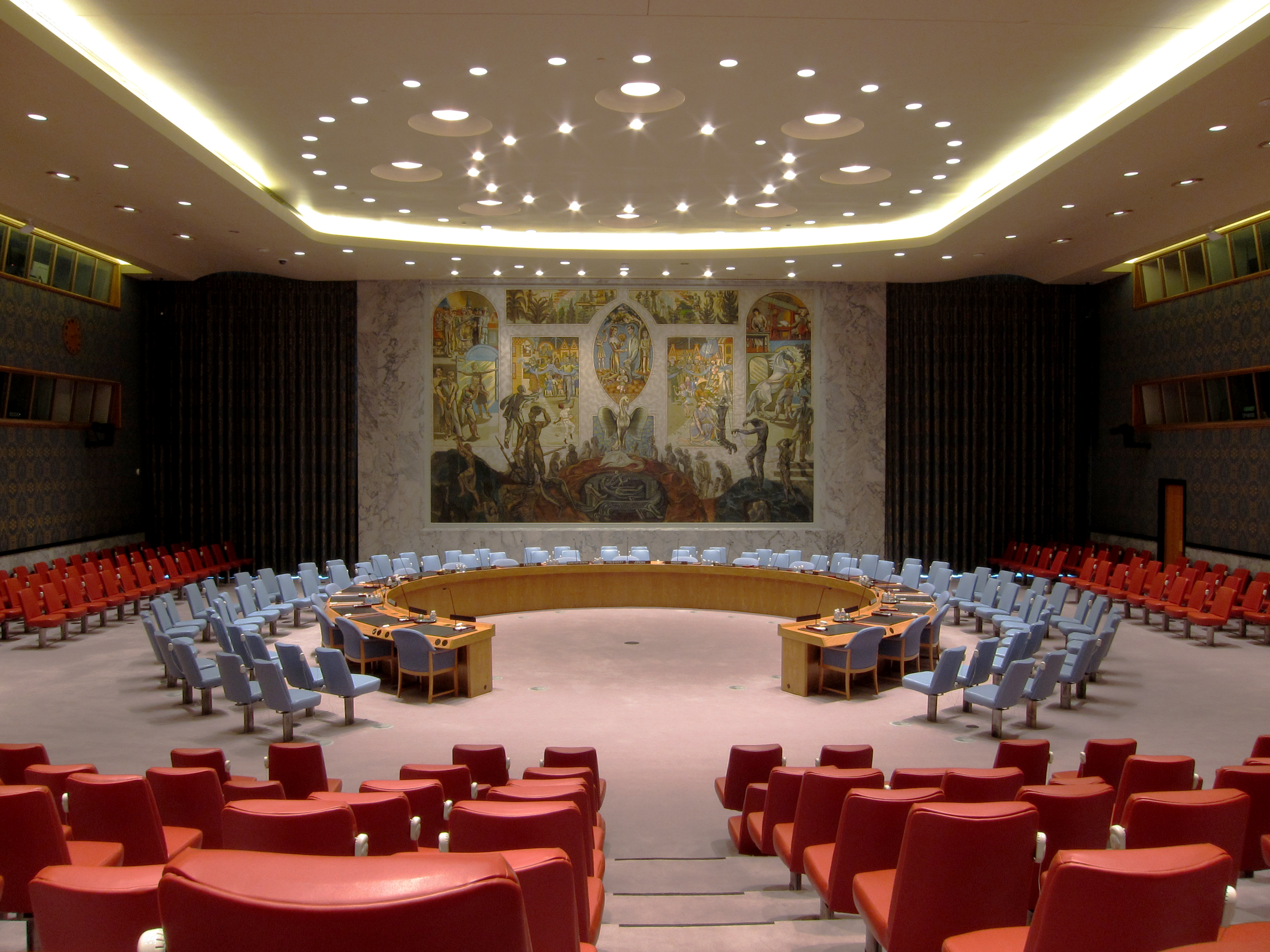
مقر شورای امنیت سازمان ملل متحدنیویورک

رئیس شورای امنیت مسئولیت خود را بر اساس آیین‌نامه موقت شورای امنیت و همچنین عملکرد شورا انجام می‌دهد. نقش این رئیس شامل فراخواندن برای جلسات شورای امنیت، تصویب دستور کار موقت پیشنهادی توسط دبیرکل سازمان ملل متحد و ریاست جلسات آن، تصمیم‌گیری دربارهٔ سوالاتی‌که مربوط به سیاست است و نظارت بر هرگونه بحران است. رئیس شورای امنیت مجاز است هم بیانیه‌های شورای امنیت البته (با توافق اعضای شورا) و هم پیاده کردن یادداشت‌های تفاهم و به‌دنبال آن به‌طور کامل می‌تواند در شورای امنیت کامل پیگیری شود. رئیس شورای امنیت همچنین مسئول خواندن بیانیه‌های شورای امنیت برای مطبوعات می‌باشد. دارنده مقام ریاست «چهره» و سخنگوی آن به‌شمار می‌رود. رئیس شورای امنیت می‌تواند از طرف‌های درگیر دعوت به «خویشتنداری» کند.
رئیس شورای امنیت قبل از سایر ارگان‌های نظام سازمان ملل متحد و کشورهای عضو، شورای امنیت را نمایندگی می‌کند. این ارگان همچنین از اعضا خواستار موضعگیری است و علاوه بر این، متقاضیان عضویت در سازمان ملل را به کمیته فرستاده و در مورد آن تصمیم‌گیری می‌کند. به‌ویژه پس از پایان جنگ سرد رئیس شورای امنیت برای هماهنگی با سایر ارگان‌ها تلاش می‌کند. یکی از اختیارات رئیس شورای امنیت دادن تذکر آئین‌نامه‌ای و صدور حکم است و اگر عضوی از شورا اقدام رئیس را به چالش بکشد، می‌توان آن را به رای سایر اعضا گذاشت. آن‌ها همچنین از اعضای ارگان‌های مختلف تابعه خواستار می‌شوند تا به‌طور کلی وظیفه حفظ نظم را بر عهده بگیرند. از نوامبر ۲۰۰۰ رئیس شورای امنیت به بیانیه مقدماتی را در مورد موضوع مورد بحث تهیه می‌کند.
رئیس شورای امنیت همچنین نمایندگی کشورها را برعهده دارد. دوره ریاست شورای امنیت چرخشی است و به‌طور ماهانه می‌چرخد، همه اعضای ملل متحد در شورای امنیت می‌توانند به‌طور مساوی بر موضوعات مهم تأکید نمایند. بیشتر کشورهای غیر دائم شورای امنیت در طول دوره دو ساله خود یک یا دو بار رئیس شورای امنیت می‌شوند. در اواخر سال ۱۹۸۴ جمهوری ولتای علیا نام خود را به بورکینافاسو تغییر داد و سه دور شرکت کرد. رئیس شورای امنیت هنگامی که در موضع رئیس شورای امنیت صحبت می‌کند، کشور متبوعش را نمایندگی نمی‌کند.

### هویت
نماینده دائم (سفیر) پانزده کشور عضو در شورای امنیت معمولاً رئیس شورای امنیت خواهد شد، اما به لحاظ فنی رئیس شورای امنیت شخص نیست بلکه به کشور عضور شورا اختصاص دارد. به عنوان مثال، در ژانویه ۲۰۰۰، که به‌طور دوره‌ای ایالات متحده یک ماه ریاست شورای امنیت را بر عهده داشت، ال گور، معاون رئیس‌جمهور وقت ایالات متحده، برای چند روز ریاست هیئت ایالات متحده آمریکا در سازمان ملل متحد را بر عهده گرفت. در نتیجه، گور در این مدت رئیس شورای امنیت بود. سران کشورها تاکنون شش بار در شورای امنیت حضور یافته‌اند. کلیه اعضای شورا، از جمله رئیس‌جمهور، رئیس دولت یا وزیر امور خارجه باید مدارک صادر شده کشورهای متبوع خود را به رئیس شورای امنیت ارائه دهند، مگر اینکه نماینده، رئیس دولت یا وزیر امور خارجه آن کشور نیز رئیس شورای امنیت باشد.

## منشأ
رئیس‌شورای امنیت یک بار از منشور سازمان ملل متحد سخن گفت و اظهار داشت شورای امنیت مجاز به ایجاد آئین دادرسی از جمله در ماده ۳۰ آن که روش انتخاب رئیس‌شورای امنیت است، پرداخت. شورای امنیت در اولین جلسه خود در ۱۷ ژانویه ۱۹۴۶ اولین متمم موقت ۱۸را به تصویب رساند و روش زیر را برای انتخاب رئیس شورای امنیت تعیین کرد: رئیس‌شورای امنیت ماهانه در میان پانزده عضو شورای امنیت چرخشی است. چرخش به ترتیب حروف الفبا از نام‌های رسمی کشورهای عضو به انگلیسی صورت می‌گیرد. بدین ترتیب، استرالیا اولین کشوری بود که ریاست شورای امنیت را به عهده گرفت. چنین چرخشی در ریاست شوار این ارگان را در بین کلیه ارگانهای سازمان ملل متحد منحصر به فرد می‌کند. این ریاست از هفدهم هر ماه آغاز و به پایان می‌رسید تا اینکه پیشنهادی از سوی استرالیا در دسامبر ۱۹۴۶برای تغییر زمان داده شد و این پیشنهاد منجر به تغییر در زمان دوره شد تا دوره ریاست شورای امنیت در هر ماه تغییر یابد. رئیس شورای امنیت تنها رئیس غیر منتخب ارگانهای سازمان ملل است.

## فهرست روسای شورای امنیت

### ۲۰۲۰–۲۰۲۴
| تاریخ        | کشور                   | نام                                                                       |
| ------------ | ---------------------- | ------------------------------------------------------------------------- |
| ژانویه ۲۰۲۰  | ویتنام                 | دنگ دین کوی و فام بین مین                                                 |
| فوریه ۲۰۲۰   | بلژیک                  | مارک پکستین دی بایتسور                                                    |
| مارس ۲۰۲۰    | چین                    | سفیر ژانگ جون                                                             |
| آوریل ۲۰۲۰   | جمهوری دومینیکن        | یوزه سینگر وایسینگر                                                       |
| مه ۲۰۲۰      | استونی                 | اسون یورگنسون                                                             |
| ژوئن ۲۰۲۰    | فرانسه                 | نیکلاس دی ریور                                                            |
| ژوئیه ۲۰۲۰   | آلمان                  | کریستوف هوسگن                                                             |
| اوت ۲۰۲۰     | اندونزی                | دیان تریانسیاه جانی                                                       |
| سپتامبر ۲۰۲۰ | نیجر                   | عبدو اباری                                                                |
| اکتبر ۲۰۲۰   | روسیه                  | واسیلی نبنزیا                                                             |
| نوامبر ۲۰۲۰  | سنت وینسنت و گرنادین‌ها | اینگا رودا کینگ                                                           |
| دسامبر ۲۰۲۰  | آفریقای جنوبی          | جری متیو ماتیلیا                                                          |
| ژانویه ۲۰۲۱  | تونس                   | طارق لادب                                                                 |
| فوریه ۲۰۲۱   | بریتانیا               | باربارا وودوارد                                                           |
| مارس ۲۰۲۱    | ایالات متحده آمریکا    | لیندا توماس گرینفیلد                                                      |
| آوریل ۲۰۲۱   | ویتنام                 |                                                                           |
| می ۲۰۲۱      | چین                    | ژانگ جون                                                                  |
| ژوئن ۲۰۲۱    | استونی                 | اسون یورگنسون                                                             |
| ژوئیه ۲۰۲۱   | فرانسه                 | نیکلاس دی ریویر و ژان ایو لودریان                                         |
| اوت ۲۰۲۱     | هند                    | تیرونیلفیلی سرینیفاسامورتی تیرومورتی و اس. جایشانکار                      |
| سپتامبر ۲۰۲۱ | جمهوری ایرلند          | جرالدین بیرن ناسون، مایکل مارتین و سایمون کاونی                           |
| اکتبر ۲۰۲۱   | کنیا                   | مارتین کیمانی و ریشل اومامو                                               |
| نوامبر ۲۰۲۱  | مکزیک                  | خوان رامون د لا فوئنته رامیرز، مارسلو ابرارد و آندره مانوئل لوپز اوبرادور |
| دسامبر ۲۰۲۱  | نیجر                   | عبدو ابری                                                                 |
| ژانویه ۲۰۲۲  | نروژ                   | مونا یول و آنیکن هویتفلد                                                  |
| فوریه ۲۰۲۲   | فدراسیون روسیه         | واسیلی نبنزیا                                                             |
| مارس ۲۰۲۲    | امارات متحده عربی      | لنا زکی نصیبه                                                             |
| آوریل ۲۰۲۲   | بریتانیا               | باربارا وودوارد                                                           |
| می ۲۰۲۲      | ایالات متحده آمریکا    | لیندا توماس-گرینفیلد                                                      |
| ژوئن ۲۰۲۲    | آلبانی                 | فریت هوجا، اولتا ژاچکا و ادی راما                                         |
| ژوئیه ۲۰۲۲   | برزیل                  | رونالدو کاستا فیلهو                                                       |
| اوت ۲۰۲۲     | چین                    | ژانگ جون                                                                  |
| سپتامبر ۲۰۲۲ | فرانسه                 | نیکلاس دی ریویر و کاترین کولونا                                           |
| اکتبر ۲۰۲۲   | گابن                   | میشل خاویر بیانگ و مایکل موسی آدامو                                       |
| نوامبر ۲۰۲۲  | غنا                    | هارولد آدلای آگیمن                                                        |
| دسامبر ۲۰۲۲  | هند                    | روچیرا کامبوج                                                             |
| ژانویه ۲۰۲۳  | ژاپن                   | اشیکان کاناهیرو                                                           |
| فوریه ۲۰۲۳   | مالت                   | ونسا فریزر                                                                |
| مارس ۲۰۲۳    | موزامبیک               | پدرو کمیساریو آفونسو                                                      |
| آوریل ۲۰۲۳   | فدراسیون روسیه         | واسیلی نبنزیا                                                             |
| می ۲۰۲۳      | سوئیس                  | پاسکال بائیریسویل                                                         |
| ژوئن ۲۰۲۳    | امارات متحده عربی      | لنا زکی نصیبه                                                             |
| ژوئیه ۲۰۲۳   | بریتانیا               | باربارا وودوارد                                                           |
| اوت ۲۰۲۳     | ایالات متحده آمریکا    | لیندا توماس-گرینفیلد                                                      |
| سپتامبر۲۰۲۳  | آلبانی                 | فریت هوجا, ادی راما                                                       |
| اکتبر ۲۰۲۳   | برزیل                  | سرجیو فرانچا دانمارکی                                                     |
| نوامبر ۲۰۲۳  | چین                    | ژانگ جون                                                                  |
| دسامبر ۲۰۲۳  | اکوادور                | خوزه د لا گسکا                                                            |
| ژانویه ۲۰۲۴  | فرانسه                 | نیکلاس دی ریویر                                                           |
| فوریه ۲۰۲۴   | گویان                  | کارولین رودریگز-بیرکت                                                     |
| مارس ۲۰۲۴    | ژاپن                   | کازویوکی یامازاکی                                                         |
| آوریل ۲۰۲۴   | مالت                   | ونسا فریزر                                                                |
| مه ۲۰۲۴      | موزامبیک               | پدرو کمیسر آفونسو                                                         |
| ژوئن ۲۰۲۴    | کره جنوبی              | هوانگ جون کوک                                                             |
| ژوئیه ۲۰۲۴   | فدراسیون روسیه         | واسیلی نونتسیا                                                            |
| اوت ۲۰۲۴     | سیرالئون               | حاجی فندی توره                                                            |
| سپتامبر ۲۰۲۴ | اسلوونی                |                                                                           |
| اکتبر ۲۰۲۴   | سوئیس                  |                                                                           |
| نوامبر ۲۰۲۴  | بریتانیا               |                                                                           |
| دسامبر ۲۰۲۴  | ایالات متحده آمریکا    |                                                                           |

### ۲۰۱۵–۲۰۱۹
| تاریخ        | کشور                | نام                                                  |
| ------------ | ------------------- | ---------------------------------------------------- |
| ژانویه۲۰۱۵   | شیلی                | کریستین باروس                                        |
| فوریه ۲۰۱۵   | چین                 | لیو جی‌آی                                             |
| مارس ۲۰۱۵    | فرانسه              | فرانسوا دلاتر                                        |
| آوریل ۲۰۱۵   | اردن                | دینا کاوار                                           |
| مه ۲۰۱۵      | لیتوانی             | ریموندا موروکایته                                    |
| ژوئن ۲۰۱۵    | مالزی               | راملن بن ابراهیم                                     |
| ژوئیه ۲۰۱۵   | نیوزیلند            | جرارد فان بوهمن                                      |
| اوت ۲۰۱۵     | نیجریه              | جوی اگو                                              |
| سپتامبر ۲۰۱۵ | فدراسیون روسیه      | ویتالی چورکین                                        |
| اکتبر ۲۰۱۵   | اسپانیا             | رومن اویارزون مرچسی                                  |
| نوامبر ۲۰۱۵  | بریتانیا            | ماتیو رایکرافت                                       |
| دسامبر ۲۰۱۵  | ایالات متحده آمریکا | سامانتا پاور                                         |
| ژانویه ۲۰۱۶  | اروگوئه             | البیو روسلی                                          |
| فوریه ۲۰۱۶   | ونزوئلا             | رافائل رامیرز                                        |
| مارس ۲۰۱۶    | آنگولا              | اسماعیل مارتینز                                      |
| آوریل۲۰۱۶    | چین                 | لیو جی                                               |
| مه ۲۰۱۶      | مصر                 | عمرو عبد اللطیف أبو العطا                            |
| ژوئن ۲۰۱۶    | فرانسه              | فرانسوا دیلاتر                                       |
| ژوئیه ۲۰۱۶   | ژاپن                | کورو بشو                                             |
| اوت ۲۰۱۶     | مالزی               | رملان بن ابراهیم و زاهد حمیدی                        |
| سپتامبر ۲۰۱۶ | نیوزیلند            | جرارد بوهمیا جان کی                                  |
| اکتبر ۲۰۱۶   | فدراسیون روسیه      | ویتالی چورکین                                        |
| نوامبر ۲۰۱۶  | سنگال               | فود سک                                               |
| دسامبر ۲۰۱۶  | اسپانیا             | اویارزون مارکسی رومانیایی                            |
| ژانویه ۲۰۱۷  | سوئد                | اولاف اسکوگ                                          |
| فوریه ۲۰۱۷   | اوکراین             | ولدیمیر یلچنکو                                       |
| مارس ۲۰۱۷    | بریتانیا            | متیو رایکرافت                                        |
| آوریل ۲۰۱۷   | ایالات متحده آمریکا | نیکی هیلی                                            |
| مه ۲۰۱۷      | اروگوئه             | البیو روسلی                                          |
| ژوئن ۲۰۱۷    | بولیوی              | ساشا لورنتی                                          |
| ژوئیه ۲۰۱۷   | چین                 | لیو جی                                               |
| اوت ۲۰۱۷     | مصر                 | عمرو عبد اللطیف أبو العطا                            |
| سپتامبر ۲۰۱۷ | اتیوپی              | تکدا آلمو                                            |
| اکتبر ۲۰۱۷   | فرانسه              | فرانسوا دیلاتر                                       |
| نوامبر ۲۰۱۷  | ایتالیا             | سباستین کاردی                                        |
| دسامبر ۲۰۱۷  | ژاپن                | کورو بسشو                                            |
| ژانویه ۲۰۱۸  | قزاقستان            | کایرات اوماروف                                       |
| فوریه ۲۰۱۸   | کویت                | منصور عید العتیبی                                    |
| مارس ۲۰۱۸    | هلند                | کارل ون اوستروم، سیگرید کاغ، استف بلاک و مارک روت    |
| آوریل ۲۰۱۸   | پرو                 | گوستاوو مزا کوادرا                                   |
| مه ۲۰۱۸      | لهستان              | جوانا ورونیکا، آندژی دودا و جاسیک چابوتوفیتش         |
| ژوئن ۲۰۱۸    | فدراسیون روسیه      | واسیلی نبنزیا                                        |
| ژوئیه ۲۰۱۸   | سوئد                | اولاف اسکوگ                                          |
| اوت ۲۰۱۸     | بریتانیا            | کارین پیرس                                           |
| سپتامبر ۲۰۱۸ | ایالات متحده آمریکا | نیکی هیلی، دونالد ترامپ، مایک پمپئو                  |
| اکتبر ۲۰۱۸   | بولیوی              | ساشا لورنتی                                          |
| نوامبر ۲۰۱۸  | چین                 | ما ژائو                                              |
| دسامبر ۲۰۱۸  | ساحل عاج            | کاکو هوآجا لئون ادوم، آلاسان واتارا                  |
| ژانویه ۲۰۱۹  | جمهوری دومینیکن     | فرانسیسکو آنتونیو کورتورئال، دانیلو مدینا            |
| فوریه ۲۰۱۹   | گینه استوایی        | آناتولیوس ندونگ امبا، تئودورو اوبیانگ نگئما امباسوگو |
| مارس ۲۰۱۹    | فرانسه              | فرانسوا دلاتره                                       |
| آوریل ۲۰۱۹   | آلمان               | کریستف هوسگن                                         |
| مه ۲۰۱۹      | اندونزی             | دیان تریانسیا جانی، رتنو مارسودی                     |
| ژوئن ۲۰۱۹    | کویت                | منصور العتیبی، صباح‌الخیر الصباح                      |
| ژوئیه ۲۰۱۹   | پرو                 | گوستاوو مزا کوادرا، نستور باردالس                    |
| اوت ۲۰۱۹     | لهستان              | جوانا ورونیکا                                        |
| سپتامبر ۲۰۱۹ | فدراسیون روسیه      | واسیلی نبنزیا                                        |
| اکتبر ۲۰۱۹   | آفریقای جنوبی       | جری ماتیو ماتیلا                                     |
| نوامبر ۲۰۱۹  | بریتانیا            | کارن پیرس                                            |
| دسامبر ۲۰۱۹  | ایالات متحده آمریکا | کلی کرفت                                             |